# 東京福祉大学短期大学部
東京福祉大学短期大学部（とうきょうふくしだいがくたんきだいがくぶ、英語: Tokyo University of Social Welfare Junior College）は、群馬県伊勢崎市山王町2020-1に本部を置く日本の私立大学。2000年創立、2006年大学設置。大学の略称は東京福祉大短大部。

## 概観

### 大学全体
- 群馬県伊勢崎市に所在する日本の私立短期大学で、設置主体は学校法人茶屋四郎次郎記念学園[1]。
- 2006年に開学し、2007年度には通信教育課程も併設。
- 2016年度より通学課程・通信教育課程においても専攻分離するも、ほどなく1学科体制となる。
- 2023年度の入学生を最後に[注釈 1]、短期大学としての使命を終えることが決まった。

### 建学の精神（校訓・理念・学是）
- 建学の精神は「理論的・科学的能力と実践的能力を統合した社会貢献」である。

### 教育および研究
- 東京福祉大学短期大学部に設置されている学科はこども学科となっている。保育ソーシャルカウンセラーを育成するというねらいがある。

### 学風および特色
- 東京福祉大学短期大学部には既存の社会福祉学部と類似した学科が設置されており、科目数が多く密度の濃いカリキュラムとなっているのが特徴である。また既設の大学に併設されて開学という近年では珍しい短大となっている。
- 併設されている通信教育部には、純粋な通信教育課程と通学課程であるグループ専門学校（サポート校）との併修で学ぶ教育課程が採用されている。専門学校と短期大学通信教育課程の授業を同時に受講することで、専門学校と短期大学の両方を卒業することが出来るという特徴がある。
- 短大卒業後、系列の東京福祉大学へ編入学することができる。とくに、こども教育・保育専攻を卒業後、社会福祉学部保育児童学科に編入学する場合は4年次へ編入学することができ、学士の学位取得のほか幼稚園・小学校の各教員免許を1種にすることも可能である。

## 沿革
- 2005年
  - 12月5日 左記を以て文部科学省より短期大学の設置が認可される[注 1]
- 2006年
  - 4月1日 東京福祉大学短期大学部が以下の学科体制にて開学[注 2]。
    - こども学科 入学定員50名
- 2007年
  - 4月1日 通信教育課程を増設し、以下の学科体制に整備される。
    - こども学科
      - 通学課程 入学定員50名
      - 通信教育課程 入学定員800名[注 3]
- 2012年
  - 一般財団法人短期大学基準協会による第三者評価の結果、「適確」と認定された[9]。
- 2014年
  - 1月 平成26年度大学入試センター試験参加短期大学の1校となる[10]。
  - 4月1日 こども学科通信教育課程の入学定員を800→300に減員[注 4]。
- 2015年
  - 1月 平成27年度大学入試センター試験参加短期大学の1校となる[13]。
- 2016年
  - 1月 平成28年度大学入試センター試験参加短期大学の1校となる[14]。　
  - 4月1日 こども学科を以下の専攻課程に分離する。
    - 保育・幼児教育専攻（2年制）
      - 通学課程 入学定員48名[注釈 2]
      - 通信教育課程 入学定員150名[注釈 3]

    - こども教育・保育専攻（3年制）
      - 通学課程 入学定員18名[注釈 2]
      - 通信教育課程 入学定員200名
- 2018年
  - 4月1日 以下については、この年度で学生募集を最終とする[注 5]。
    - こども学科こども教育・保育専攻通学課程[注 6]
- 2020年
  - 6月10日 一般財団法人大学・短期大学基準協会による第三者評価の結果、短期大学評価基準を満たしておらず「不適格」と認定された[22]。
- 2023年
  - 4月1日 この年度で短期大学としての学生募集を最終とする[注釈 1]。

## 基礎データ

### 所在地
- 群馬県伊勢崎市山王町2020-1

### 象徴
- 校章は東京福祉大学と共通のもので、朱印船が描かれたものとなっている。ほか右記資料も参照のこと[23]。

## 教育および研究

### 組織

#### 学科
- こども学科
  - 保育・幼児教育専攻（2年制）
    - 通学課程 入学定員75名[1]
    - 通信教育課程 入学定員150名[1]

  - こども教育・保育専攻（3年制）
    - 通学課程 入学定員18名[注 7]
    - 通信教育課程 入学定員200名[1]

#### 専攻科
- なし

#### 別科
- なし

#### 取得資格について
- 保育士資格、幼稚園教諭2種免許状。

小学校教諭2種免許状

## 学生生活

### 部活動・クラブ活動・サークル活動
- 東京福祉大学短期大学部は、東京福祉大学に併設されている関係上、クラブ組織団体は両者合同となっている。

### 学園祭
- 東京福祉大学短期大学部の学園祭は「千輝祭（きららさい）」として大学と合同で実施されている。

## 大学関係者一覧

### 教職員
- 山内健次：こども学科教授

## 施設

### キャンパス
- 交通アクセス

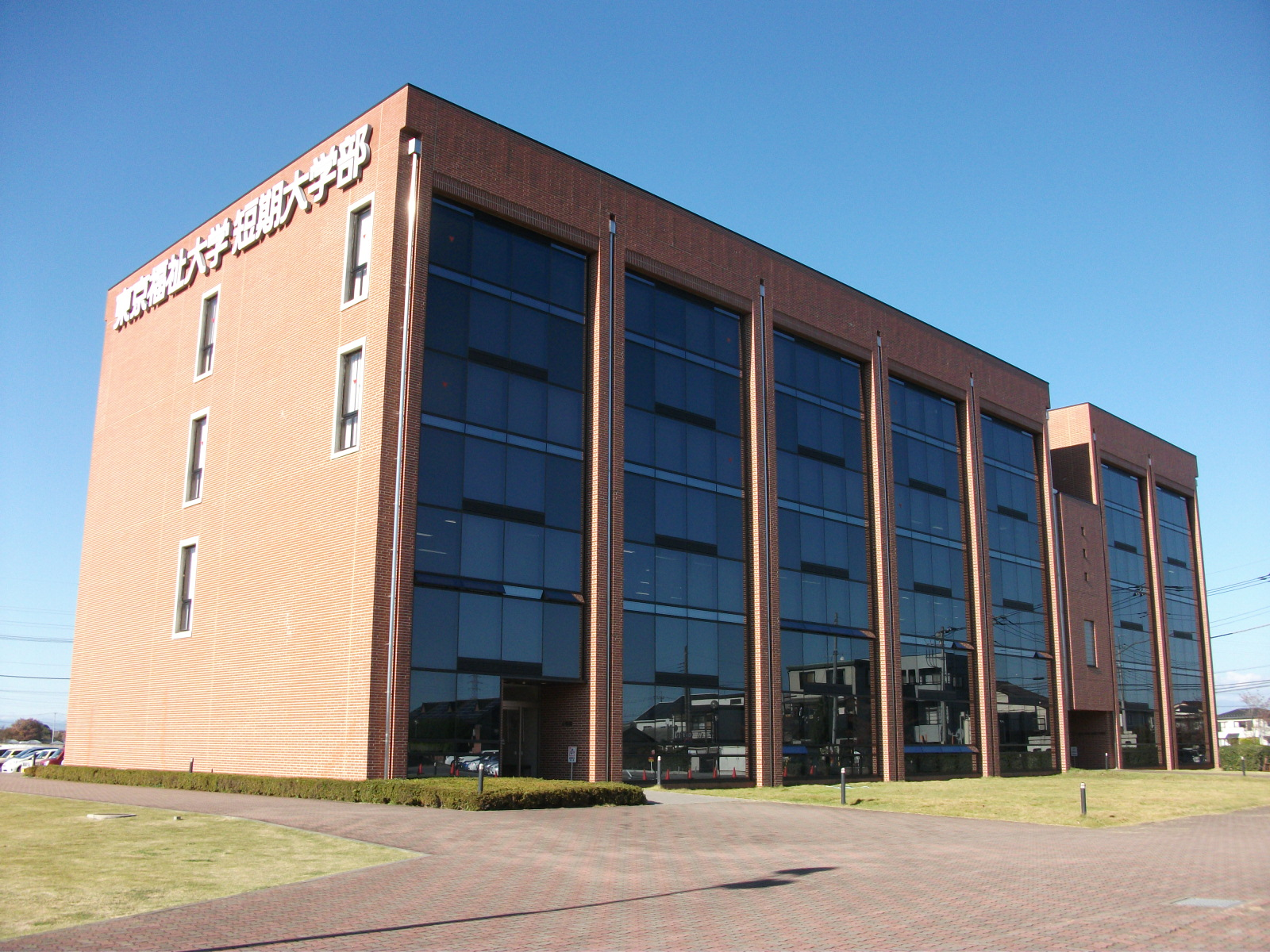
短期大学部棟

  - JR高崎線本庄駅またはJR両毛線・東武伊勢崎線伊勢崎駅から国際十王バスに乗車して、「東京福祉大学」バス停留所で下車するのが最も便利である。
  - 伊勢崎駅・本庄駅・上越新幹線本庄早稲田駅よりスクールバスも運行されている。
- 東京福祉大学短期大学部は東京福祉大学の伊勢崎キャンパス内に位置する。短期大学部には独自の校舎があり「東京福祉大学短期大学部」と書かれた茶色の建物がそれである。

## 対外関係

### 系列校
- 東京福祉大学[注 8]

### サポート校（関連校）
- 日本総合教育専門学校[注 9]